# 工学院大学情報学部
工学院大学情報学部（こうがくいんだいがくじょうほうがくぶ）は、工学院大学に設置されている学部の一つ。

## 概要
工学院大学情報学部は、2006年に誕生した学部である。
高度情報社会で中核となる情報技術者の人材育成を目指し、数学、プログラムなどの基礎学力をベースに、学生たちは専門技術を体系的に学び、実験、演習などを通じて、自ら問題を発見し、解決していく能力を身につけていく。
1年を4期に分けるクォーター制を採用し、短い学修サイクルで学生一人ひとりの理解度をきめ細かく確認し、学生たちが完全に理解できるまでフォローする。また学修スピードの早い学生には内容を先取りする特別科目も用意して、発展的な学習をサポートしていく。
現在、工学院大学情報学部は、情報通信工学科、コンピュータ科学科、情報デザイン学科、情報科学科の4学科で構成される。

## 沿革
- 1949年4月 - 工学院大学工学部の開学。機械工学科、工業化学科、第一部（昼）、第二部（夜）でスタート。

- 1955年4月 - 工学部に電気工学科、建築学科を増設。

- 1962年4月 - 第1部の生産機械工学コース、電子工学コースを廃止し、生産機械工学科、電子工学科を新設する。

- 1970年 - 第1部化学工学コースを学科に昇格。第1部電子工学科に「情報工学コース」を新設。

- 1999年 - 第1部情報工学コースを廃止し、情報工学科を新設。

- 2006年 - 学部・学科を改編。情報学部、グローバルエンジニアリング学部を新たに設置する。工学院大学は工学部とあわせて3学部体制となる。

- 2016年3月 - 工学部情報通信工学科の学生募集停止、情報学部に情報通信工学科、システム数理学科を増設。
- 2023年 - 情報学部のシステム数理学科は、情報科学科に名称変更する。

## 組織
情報学部
- 情報通信工学科

- コンピュータ科学科

- 情報デザイン学科

- 情報科学科